# 1265 Schweikarda
1265 Schweikarda è un asteroide della fascia principale. Scoperto nel 1911, presenta un'orbita caratterizzata da un semiasse maggiore pari a 3,0242893 UA e da un'eccentricità di 0,0774581, inclinata di 9,51801° rispetto all'eclittica.
Il suo nome fa riferimento al cognome da nubile (Schweikard) della madre dello scopritore.